# Eremogryllus
Eremogryllus is een geslacht van rechtvleugeligen uit de familie veldsprinkhanen (Acrididae). De wetenschappelijke naam van dit geslacht is voor het eerst geldig gepubliceerd in 1902 door Krauss.

## Soorten
Het geslacht Eremogryllus  is monotypisch en omvat slechts de volgende soort:
- Eremogryllus hammadae (Krauss, 1902)